# Ojkovica
Ojkovica (Servisch cyrillisch Ојковица) is een plaats in de Servische gemeente Nova Varoš. De plaats telt 290 inwoners (2002).